# Saxofone sopranino
O saxofone sopranino é o segundo menor e mais agudo da família dos saxofones concebida por Adolphe Sax (perdendo apenas para o soprillo, que foi inventado recentemente). É um instrumento transpositor, cuja afinação é em Mi♭. Seu registro tem como limite inferior a nota Re♭3 e como limite superior o La♭5. É um instrumento raro, sendo encontrado sobretudo em grupos de saxofones que apresentam todos os membros da família, do sopranino(raríssimas vezes do soprillo, pois este mesmo é recente) ao contrabaixo.